# Gangalee
Gangalee es el séptimo álbum de estudio del cantante de reguetón puertorriqueño Farruko. El disco se estrenó en el 26 de abril de 2019 mediante su sello discográfico Sony Music Latin.
El álbum incluye 22 canciones que incluye en el disco, se presentó con las colaboraciones de Bad Bunny, Pedro Capó, Zion & Lennox, Darell, Anuel AA, Alicia Keys, Don Omar, Manuel Turizo, Kafu Banton, J Balvin, entre otros.
La producción y la mezcla está a cargo de múltiples productores y compositores como Sharo Towers, Rvssian, Álex Gárgolas, George Noriega, Ezequiel Rivera Pérez "Ez El Ezeta", Jumbo "El que produce solo", Rec808, Rome, entre otros. La novedad para este álbum es la incursión de Farruko en el Reggae, Dancehall, Reguetón. Gangalee significa Guerrero en la lengua rasta, según palabras del cantante.

## Lista de canciones
| N.º | Título                                                            | Duración |  |
| 1.  | «La Cartera» (feat. Bad Bunny)                                    | 4:49     |  |
| 2.  | «GangaXtrip»                                                      | 2:48     |  |
| 3.  | «Boriquen bella» (feat. Pedro Capó, Justin Quiles, Zion & Lennox) | 3:44     |  |
| 4.  | «Pórtate mal»                                                     | 4:04     |  |
| 5.  | «Playa» (feat. Kafu Banton & El Micha)                            | 3:28     |  |
| 6.  | «Calma (Alicia Remix)» (feat. Pedro Capó & Alicia Keys)           | 3:44     |  |
| 7.  | «Delincuente» (feat. Anuel AA & Kendo Kaponi)                     | 6:36     |  |
| 8.  | «Sorpresa»                                                        | 3:35     |  |
| 9.  | «Tensión» (feat. Zion & Lennox)                                   | 3:13     |  |
| 10. | «Resort» (feat. Manuel Turizo)                                    | 3:24     |  |
| 11. | «Roatán» (feat. Konshens)                                         | 3:41     |  |
| 12. | «Cartier» (feat. Darell & El Micha)                               | 3:45     |  |
| 13. | «Quédate»                                                         | 3:12     |  |
| 14. | «Mucho humo» (feat. Bryant Myers y Jo Mersa Marley)               | 3:39     |  |
| 15. | «Dale Dembow»                                                     | 3:15     |  |
| 16. | «Deidad»                                                          | 3:20     |  |
| 17. | «Rompe el suelo»                                                  | 3:10     |  |
| 18. | «Coolant (Remix)» (feat. Don Omar)                                | 3:50     |  |
| 19. | «Ponle» (feat. Rvssian & J Balvin)                                | 2:44     |  |
| 20. | «Inolvidable»                                                     | 3:39     |  |
| 21. | «Nadie»                                                           | 3:48     |  |
| 22. | «Calma (Remix)» (feat. Pedro Capó)                                | 3:58     |  |

## Posicionamiento en listas
| Listas (2019)                        | Mejor posición |
| ------------------------------------ | -------------- |
| España (Top 100 Streaming)           | 12             |
| Estados Unidos (Billboard 200)       | 80             |
| Estados Unidos (Latin Rhythm Albums) | 2              |
| Estados Unidos (Top Latin Albums)    | 2              |
| Francia (SNEP)                       | 96             |

## Certificaciones
| País           | Organismo certificador | Certificación      | Ventas certificadas | Ref    |
| -------------- | ---------------------- | ------------------ | ------------------- | ------ |
| Estados Unidos | RIAA                   | 6x Platino (Latin) | 360 000             | [ 12 ] |